# Mary McCarthy

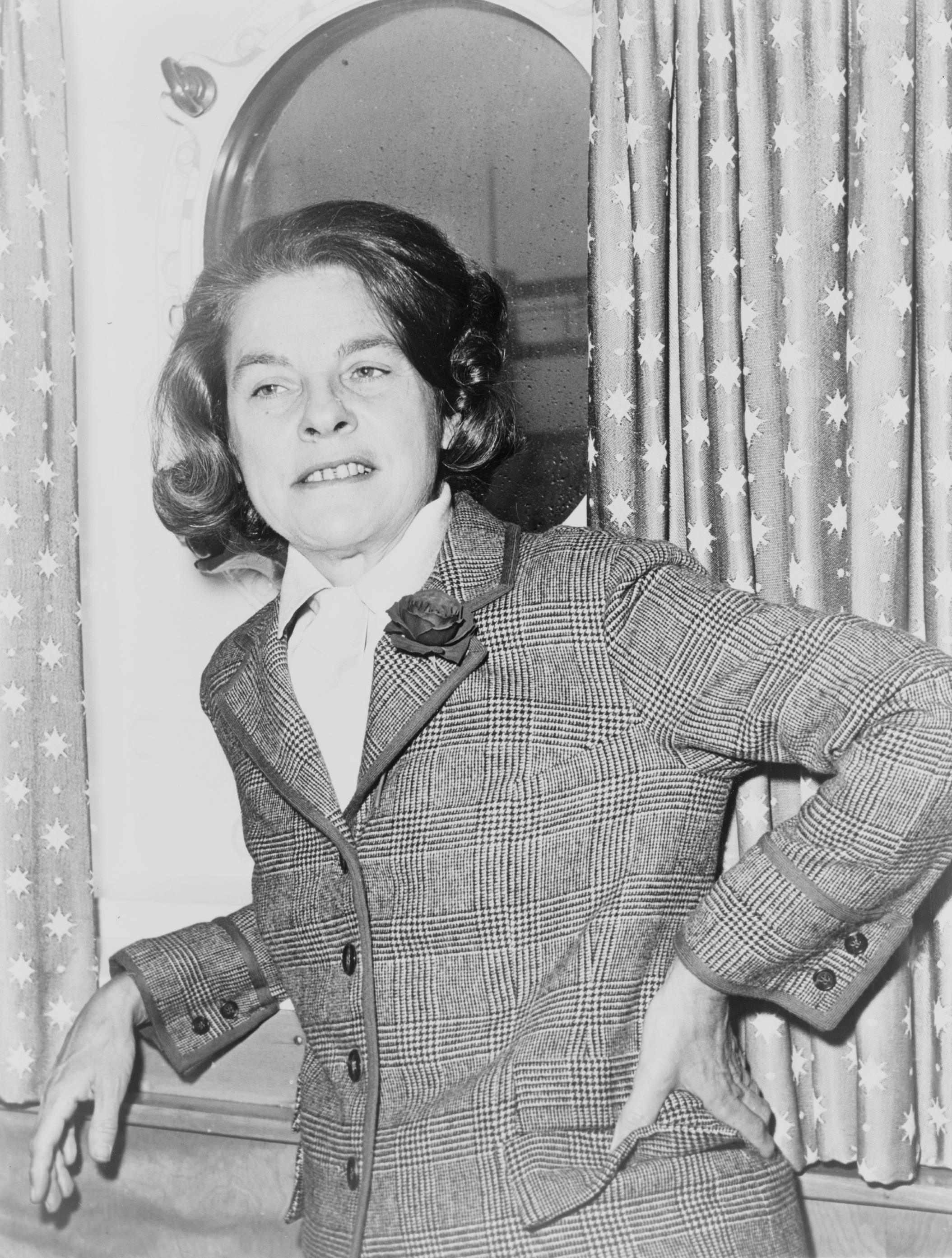
Mary McCarthy (1963)

Mary Therese McCarthy (* 21. Juni 1912 in Seattle; † 25. Oktober 1989 in New York City) war eine US-amerikanische Romanautorin, Kritikerin und politische Aktivistin, die vor allem für ihren Roman The Group, ihre Ehe mit dem Kritiker Edmund Wilson und ihre sagenumwobene Fehde mit der Dramatikerin Lillian Hellman bekannt war.

## Leben

### Kindheit und Jugend
Mary McCarthy verlor im Alter von sechs Jahren ihre Eltern Roy Winfield McCarthy and seine Ehefrau Martha Therese („Tess“), geborene Preston, die der Grippe-Epidemie des Jahres 1918 zum Opfer fielen. Mary und ihre Brüder Kevin (4 Jahre alt), Preston (3 Jahre alt) und Sheridan (1 Jahr alt) wurden unter sehr unglücklichen Umständen bei den irisch-katholischen Eltern ihres Vaters in Minneapolis, Minnesota, sowohl protestantisch als auch katholisch und jüdisch erzogen. Sie waren unter der direkten Obhut ihrer Großtante Margaret Sheridan McCarthy und ihrem Ehemann, Myers Shriver auf, die ihrer Erinnerung nach misshandelt und misshandelt worden waren. Die Erinnerungen hieran verarbeitet sie in ihrem Werk Memories of a Catholic Girlhood (1957).
Nach sechs Jahren bei den Shrivers wurde Mary nach Seattle zurückgebracht, um bei ihren Großeltern mütterlicherseits, Harold und Augusta Morgenstern Preston, zu leben; ihre Brüder wurden auf ein Internat geschickt. Mary zog zu ihren Großeltern in deren Oberklassehaus und genoss ein Leben in Luxus. Harold, ein bekannter und erfolgreicher Anwalt, und „Gussie“, bekannt für ihre Schönheit und Eleganz, wollten, dass Mary eine hervorragende Ausbildung erhielt, und meldeten sie für ihre Grundschule in der Klosterschule Mesdames des Sacred Heart Convent in Seattle und danach für die High School im Annie Wright Seminary in Tacoma an. Von dort ging sie weiter zum Vassar College in Poughkeepsie, New York, und schloss 1933 mit Phi Beta Kappa ihren Bachelor-Abschluss ab.

### Nach dem Studium
Nach dem Abschluss ihres Studiums mit dem Grade eines B.A. schrieb sie von 1933 bis 1937 Rezensionen überwiegend von belletristischer Literatur für die Zeitschriften The Nation und The New Republic. Ende 1937 bis 1938 war sie als Redaktionsmitglied der Partisan Review für Theaterkritiken zuständig. Ab 1938 begann sie eigene Kurzgeschichten zu schreiben, die 1942 gesammelt unter dem Titel The Company She Keeps (dt. Sie und die Anderen, 1965) veröffentlicht wurden.
Nach ihrem Abschluss zog McCarthy nach New York City und heiratete Harold Johnsrud, einen aufstrebenden Dramatiker, den ersten ihrer Ehemänner. Sie ließen sich 1936 scheiden und Anfang 1937 begann sie eine Stelle als Redaktionsassistentin beim Verlag Covici-Friede.
Aus ihrer zweiten Ehe mit dem Schriftsteller Edmund Wilson stammt ihr Sohn Reuel Wilson. 1945 ließ sich McCarthy von Edmund Wilson scheiden und kehrte mit dem damals sechsjährigen Sohn nach New York City zurück. Sie nahm eine einjährige Lehrstelle am Bard College an und lernte Bowden Broadwater kennen, einen Mitarbeiter des New Yorker und acht Jahre jünger als sie, den sie 1946 heiratete und mit dem sie fünfzehn Jahre lang zusammenblieb. Viel später in ihrem Leben kehrte McCarthy zurück, um zwischen 1986 und ihrem Tod 1989 ein Semester pro Jahr am Bard College zu unterrichten, als Charles Stevenson-Lehrstuhl für Literatur. 1948 unterrichtete Mary ein Semester lang Englisch am Sarah Lawrence College in Bronxville, New York.
1959 lernte McCarthy auf einer Reise mit der U.S. Information Agency nach Polen James Raymond West, einen Beamten der amerikanischen Botschaft in Polen, kennen und lieben. Als Public Affairs Officer der US-Botschaft in Warschau und Direktor der dortigen Außenstelle der U.S.I.A. plante West die Reiseroute für die vier Wochen, die sie in Polen verbrachten. Nachdem sie sich von ihren jeweiligen Ehepartnern scheiden ließen, heirateten die beiden 1961. Das Paar zog nach Paris, wo McCarthy die Arbeit an ihrem Bestsellerroman The Group 1962 abschloss und ihre Zeit zwischen ihren Häusern in Paris, Frankreich, und Castine, Maine, aufteilte.
Ihr größter kommerzieller Erfolg Die Clique (The Group) trägt teilweise autobiographische Züge trägt und schildert als Chronik mit satirischen Zügen das Leben von acht ehemaligen Studentinnen. Der Roman, der auch aufgrund seiner freizügig gestalteten sexuellen Szenen für Aufsehen sorgte, hielt sich fast zwei Jahre auf der Bestseller-Liste der New York Times.

### Vietnamkrieg
In den 1960er und 70er Jahren übernahm McCarthy in ihrer unverblümten Ablehnung des Vietnamkriegs eher die Rolle einer öffentlichen Intellektuellen. Während viele New Yorker Intellektuelle der US-Militäraktion in Vietnam kritisch gegenüberstanden, waren sie sich der Folgen eines einseitigen Rückzugs der Anhänger des Antikommunismus in Südvietnam bewusst. Die 1960er Jahre brachten für McCarthy eine Wiederbelebung ihrer radikaleren, utopischen Impulse der vierziger Jahre. Nachdem sie mit dem Scheitern der europäisch-amerikanischen Gruppen in den vierziger Jahren die Möglichkeit aufgegeben hatte, kleine, libertäre Gemeinschaften zu bilden, behielt sie das Ideal des „libertären Sozialismus“ oder des „dezentralisierten Sozialismus“ bei, obwohl sie wenig Möglichkeiten einräumte, ein solches Ideal tatsächlich zu erreichen. Mary McCarthy, die zeitweise mit dem Trotzkismus sympathisierte, war eine scharfe Kritikerin des Vietnam-Krieges. Ihre beiden Reportagen Vietnam-Report (1967) und Hanoi 1968 (1968) werden auch mehr als 30 Jahre nach Ende des Krieges als profunde Hintergrundberichte geschätzt, die über die Situation in Vietnam während des US-Engagements geschrieben wurden.
McCarthy nahm streitbar und engagiert an Debatten der New York Intellectuals teil.
Bekannt wurde Mary McCarthy auch wegen ihrer Freundschaft mit Hannah Arendt. Mary McCarthy war Nachlassverwalterin von Hannah Arendt.
Mary McCarthy starb am 25. Oktober 1989 im Alter von siebenundsiebzig Jahren im New Yorker Presbyterian Hospital an Lungenkrebs.

## Streitigkeiten mit Lillian Hellman
McCarthys späteres Leben ist bemerkenswert für einen andauernden Streit, den sie mit der Dramatikerin und stalinistischen Sympathisantin Lillian Hellman hatte, als McCarthy Hellman in der Dick Cavett Show beschuldigte, eine unehrliche Schriftstellerin zu sein, und erklärte: „Jedes Wort, das sie schreibt, ist eine Lüge, einschließlich 'und' und 'das'.“ Hellman konterte, indem sie eine Klage in Höhe von 2,25 Millionen Dollar gegen McCarthy wegen Verleumdung einreichte, die mit Hellmans Tod im Jahr 1984 endete. Diese literarische Fehde war Gegenstand eines Theaterstücks von Nora Ephron, Imaginäre Freunde.

## Auszeichnungen
McCarthy gewann 1949 den Horizon Prize und wurde 1949 und 1959 mit zwei Guggenheim-Stipendien ausgezeichnet. 1973 hielt sie im niederländischen Leiden die Huizinga-Vorlesung mit dem Titel „Kann es eine Gothic-Literatur geben?“
Sie gewann 1984 die National Medal for Literature und die Edward MacDowell Medal.
1989 wurde sie zum Fellow der American Academy of Arts and Sciences gewählt.
Weiterhin war sie Mitglied des National Institute of Arts and Letters und der American Academy in Rome.
McCarthy erhielt Ehrentitel des Bard College, Bowdoin College, Colby College, Smith College, Syracuse University, der University of Maine in Orono, der University of Aberdeen und der University of Hull.

## Werke
- The Company She Keeps (1942), deutsch Sie und die Anderen (1965)
- The Oasis (1949), deutsch Die Oase (1965)
- The Groves of Academe (1952)
- A Charmed Life (1955), deutsch Der Zauberkreis (1967)
- Venice Observed (1956). Deutsch von Ursula von Zedlitz: Venedig. Droemer Knaur, München 1968.
- Memories of a Catholic Girlhood (1957). Deutsch Eine Katholische Kindheit. Übersetzt von Maria Dessauer. (1966)
- The Stones of Florence (1959), deutsch Florenz (1960)
- The Group (1962). Deutsch Die Clique (1964) (Platz 1 der Spiegel-Bestsellerliste in den Jahren 1964 und 1965, Neuausgabe Ebersbach & Simon, Berlin 2015, ISBN 978-3-86915-113-7)
- Vietnam (1967), deutsch Vietnam-Report (1967)
- Hanoi 1968 (1968), deutsch Hanoi (1968)
- The Writing on the Wall (1970), deutsch Ein Blitz aus heiterem Himmel (1970)
- Birds of America (1971), deutsch Ein Sohn der neuen Welt (1971)
- The Mask of State: Watergate Portraits (1974)
- Cannibals and Missionaries (1979), deutsch Kannibalen und Missionare (1981)
- Ideas and the Novel (1980)
- How I Grew (1987)
- Intellectual Memoirs (1992). Deutsch Memoiren einer Intellektuellen (1997 veröffentlicht als Ergänzung in McCarthys Autobiografie Was sich verändert, ist nur die Phantasie : Erinnerungen)

## Korrespondenz
- Arendt, Hannah und McCarthy, Mary: Between Friends: The Correspondence of Hannah Arendt and Mary McCarthy. 1949–1975. Hrsg. von Carol Brightman, New York 1995 (deutsch Im Vertrauen. Briefwechsel 1949–1975. Piper, München 1995, ISBN 3-492-03720-8).

## Filmografie
Literarische Vorlage:
- 1990: Verführerische Geschichten (Women & men: Stories of Seduction)
- 1965: Die Clique (The Group)
- 1950: Das skandalöse Mädchen (The petty girl)

Drehbuch:
- 1946: Schwester Kenny (Sister Kenny)

## Filme
- In Margarethe von Trottas Spielfilm Hannah Arendt – Ihr Denken veränderte die Welt (Deutschland, Luxemburg, Frankreich, Israel 2012) wird McCarthy von Janet McTeer dargestellt.